# Carl Anton Fingerhuth
Carl Anton Fingerhuth (20 de diciembre de 1802 - 3 de junio de 1876) fue un médico, botánico y micólogo alemán.

## Algunas publicaciones
- karl friedrich wilhelm Wallroth, matthias joseph Bluff, carl anton Fingerhuth. 2011. Flora Cryptogamica Germaniae: Algas Et Fungos, vol. 2. Reimpreso Nabu Press, 988 pp. ISBN 1-247-20380-8, ISBN 978-1-247-20380-5

- m.j. Bluff, c.a. Fingerhuth. 1838. Plantae phanerogamicae seu vasculosae, vol. 2 y 1 Compendium florae Germaniae : Sect. Ed. J.L. Schrag, pp. 763-889

- c.a. Fingerhuth, f.g. Wallroth, F.G.. 1833. Plantae cryptogamicae seu cellulosae. Vol. 2 Compendium Florae Germanicae. Ed. Schrag, 926 pp.

- c.a. Fingerhuth. 1832. Monographia generis Capsici: Cum tabulis X coloratis. 34 pp. 10 pl. Reeditó Nabu Press, 2012, ISBN 1-273-36430-9, ISBN 978-1-273-36430-3

- -------------------. 1831. Flora Germanicae sectio II. Ed. Jahr Ort: Nurenberg

- -------------------. 1829. Tentamen florulae lichenum Eiffliacae. 100 p. Reeditó Nabu Press, 110 pp. 2012, ISBN 1-276-79925-X, ISBN 978-1-276-79925-6

- m.j. Bluff, c.a. Fingerhuth, f.g. Wallroth, F.G., c.g.d. Nees von Esenbeck, j.c. Schauer. 1825—1839. Compendium florae Germaniae. 4 vols.

## Honores

### Eponimia
Género
- (Poaceae) Fingerhuthia Nees ex Lehm.

- La abreviatura «Fingerh.» se emplea para indicar a Carl Anton Fingerhuth como autoridad en la descripción y clasificación científica de los vegetales.[2]